# Interstitium
Interstitium är det lilla utrymme som bildas mellan cellerna. Interstitium fylls huvudsakligen med interstitialvätska, som bildas när vätska pressas ut ur kapillärerna. Interstitialvätskan diffunderar in i det lymfatiska systemet. Vävnadsvätskan fungerar som volymbuffert, exempelvis vid kraftig blödning, då vätska går in i blodomloppet genom osmos och minskar risken för cirkulationssvikt. Vätskan har fler funktioner, som till exempel att lokalt underlätta transport av olika ämnen, att skydda vid deformation.
Det har diskuterats om interstitium skall räknas som ett organ, och om det skulle vara så skulle det vara människokroppens största organ.